# Informe

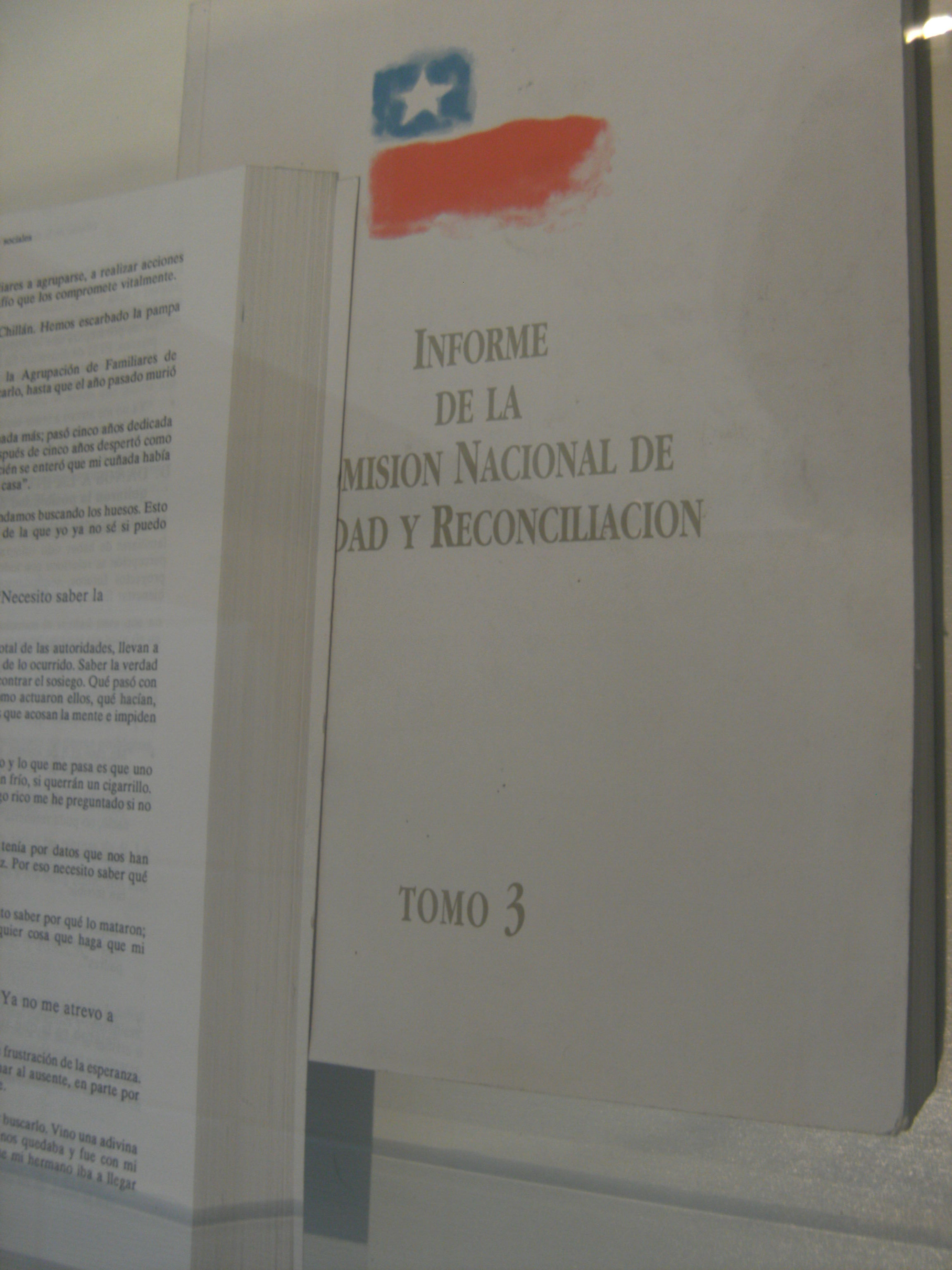
Report de la Comissió Nacional de Xile sobre els crims polítics durant l'era Pinochet.

Un informe o report és una exposició generalment monogràfica, feta per proveir informació ordenada sobre determinades fets, projectes o temes. El mot informe és un barbarisme d'origen castellà que s'ha arrelat. Report és una alternativa vàlida. Forma part de la literatura de no-ficció i també de l'anomenada literatura grisa que només circula en l'organització que l'ha encarregat. Dels reports públics, n'hi ha que són de franc o de pagament. Generalment són documents escrits o electrònics. En moltes situacions també se n'ha de fer una exposició oral que, per ser ben feta i eficaç, ha de ser més que una mera lectura a alta veu.

## Característiques d'un report
Un report té una estructura funcional i força rígida, igual com moltes obres de no-ficció: portada, índex, prefaci, cos, conclusions, bibliografia i annexos. Aquesta estructura és gairebé estàndard, tot i que segons les necessitats o les obligacions legals, hi pot hi haver variacions. Es recomanen els principis «redacció eficaç», que pren en consideració el destinatari (qui són els que han de llegir i comprendre el document?) i el context. Com en qualsevol document de caràcter seriós, una tipografia clara i conseqüent que facilita la lectura és molt important.
A més del text, s'hi poden incorporar gràfiques, taules, imatges, i als reports en format electrònic també material audiovisual. Excepte en les conclusions o recomanacions finals, s'hi eviten els comentaris personals i es fa servir la tercera persona o el passiu. Els informes poden incloure elements persuasius, com ara recomanacions, suggeriments o altres conclusions o motius que indiquen possibles accions futures que el lector de l'informe pogués adoptar.
La confidencialitat, o no, n'és una característica major. Reports interns solen ser confidencials. Certs reports, com ara els estats financers i la memòria anual d'organismes públics o societats anònimes notades en la borsa són, per obligació legal, públiques. En el marc de la transparència, molts organismes públics tenen l'obligació de publicar informes de seguiment i avaluació accessibles a tothom.
A l'estat espanyol, els informes i estudis dels poders públics són subjectes al règim de la transparència. A la Catalunya del Nord, l'accés als informes de l'administració pública està regulat per la Comissió d'accés als documents administratius (CADA). A l'Alguer l'accés és regulat per la Legge sulla libertà di informazione. Andorra té una Llei de transparència, accés a la informació pública i govern obert des del 2021. A la Unió Europea vigeix la regulació del 2001 sobre l'accés als documents del Parlament Europeu, el Consell i la Comissió.

## Classes de reports
N'hi ha de científics, de recomanació, white papers, estats financers, memòria anual, resums estadístics i demogràfics, informes d'avanç de projecte, de recerca, de previsions, policy reports, informes de crèdit, avaluacions, conclusions d'inspecció, reports militars.

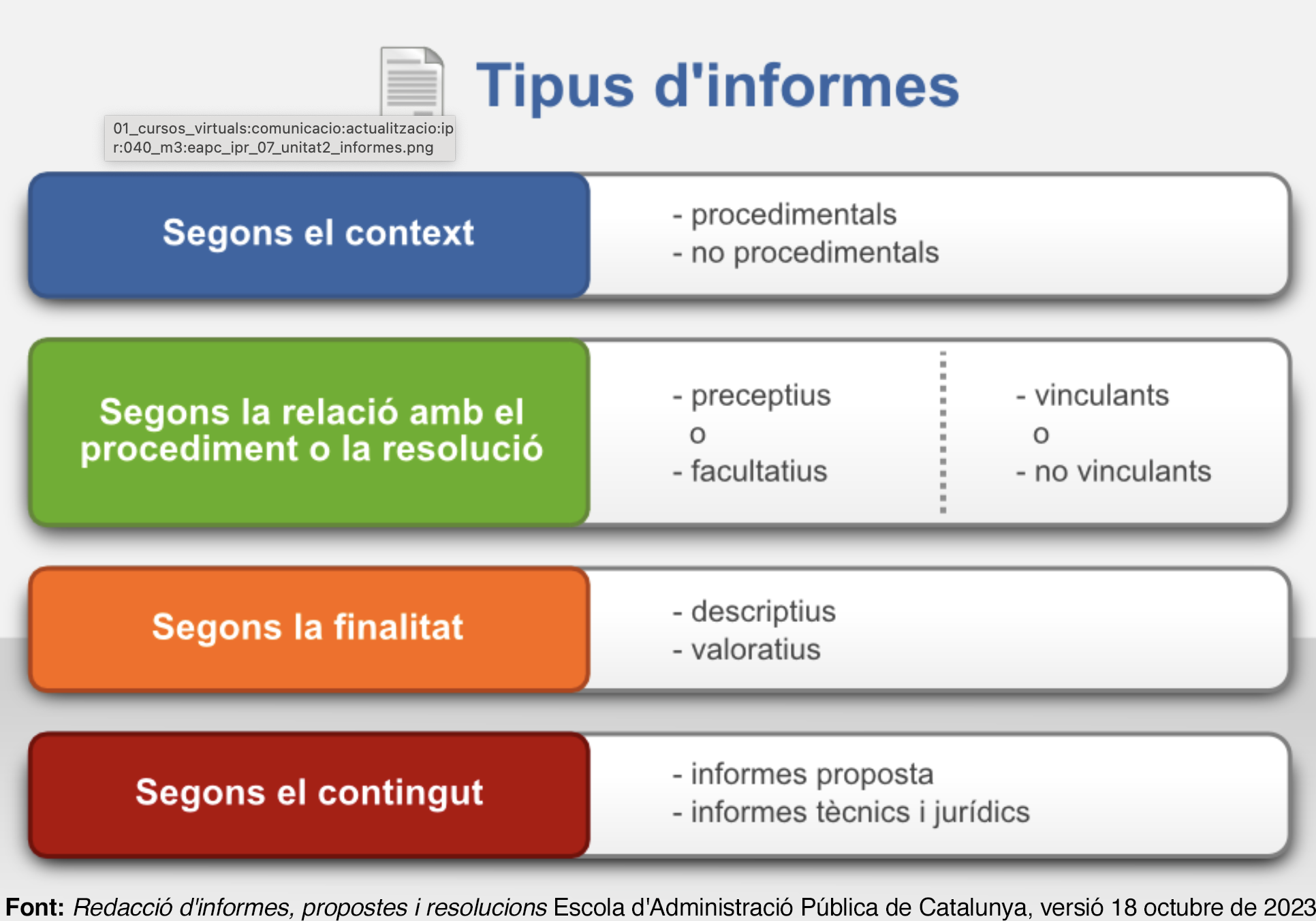
Classes de reports segons l'Escola d'Administració Pública de Catalunya

## Reports filtrats
Els reports confidencials filtrats formen una categoria particular. L'autor, un organisme públic, un grup de pressió… pot estimar més que una informació romangui secreta, per a evitar despertar la concurrència, per a no crear pànic, per a no haver d'assumir el cost de resoldre el problema detectat, per a no ajudar l'exèrcit enemic, per ser il·legal… per molts motius. D'un altre costat, dins de l'organització hi pot hi haver persones que volen filtrar la informació, per motius d'interés públic o per motius personals. Alertadors són persones interiors a una organització que revelen informació secreta, quan són al current de pràctiques il·legals, criminals o nociues. En certs països tenen protecció legal. També hi ha la filtració voluntària, per exemple per donar la premícia de la notícia a un periodista amic i garantir-ne la publicitat. El periodisme d'investigació, com a part del quart poder, cerca reports secrets i té el dret de protegir les seves fonts quan se'n revelen el contingut pertinent.
En la història hi ha casos famosos de reports secrets, la publicació dels quals va provocar uns escàndols. Un dels més infamosos és el report de la Conferència de Wannsee on els nazis van organitzar l'holocaust. Al segle xxi, hi ha entre molt d'altres, el cas dels documents filtrats per Edward Snowden. Wikileaks, del seu costat, és una plataforma per a publicar documents secrets, considerats d'interés públic per les persones que en tenen constància,.